# Granatgevär
| Granatgevär |
| --- |
| Eldgivning med granatgevär Illustration av bakblåsprincipen Typer av närpansarvapen - Granatgevär - Närpansarvärnsrobot - Pansarskott - Pansarvärnsgevär - Raketgevär |

Granatgevär, kort grg, är ett rekylfritt (se bakblåsprincipen nedan) närpansarvapen som används för att bekämpa stridsfordon och slå ut befästningar. Granatgevär består i regel av ett räfflat eldrör som är utformat för att skjuta dedikerade bakblåspatroner med drivbandsförsedda granater. De är huvudsakligen försedda med fasta riktmedel och avfyringsanordning.
Granatgevär finns både i bärbar och fast utformning.

## Bakblåsprincipen
Närpansarvapen såsom granatgevär, raketgevär och pansarskott bygger på en vapenprincip kallad bakblåsprincipen, vilket gör de till vad som brukar kallas rekylfria vapen eller bakblåsare. Ett vapen som använder bakblåsprincipen måste vara öppet baktill och behöver skjuta ammunition som tillåter viss del av drivladdningens krutgaser att expandera och flöda ut baktill på vapnet vid eldgivning. Detta ska skapa tillräckligt högt tryck för att driva iväg projektilen från vapnet i hög hastighet vilket skapar rekyl, men då krutgaser samtidigt strömmar ut baktill på vapnet ska detta motverka rekylen och göra vapnet effektivt rekylfritt. Den bakåtströmmande gasens rörelsemängd ska vara lika stor som projektilens rörelsemängd (se Newtons tredje rörelselag).

### Drivladdningar
- Granatgevär skjuter konventionellt enhetspatroner apterade med perforerade specialhylsor vars hål är igenpluggade för att hålla inne drivladdningen. När vapnet avfyras briserar pluggarna från de expanderande krutgaserna från drivladdningen så att viss krutgas flödar ut baktill på vapnet.
- Raketgevär som skjuter raketprojektiler låter "bakblåset" från raketmotorn att flöda ut baktill på vapnet.
- Pansarskott har en inbyggd drivladdningshylsa som brister både fram- och baktill vid eldgivning och låter viss krutgas flöda ut baktill på vapnet.

### Risker med bakblås
Bakom alla bakblåsvapen finns en riskzon i formen av en kon. Vid eldgivning fyller de bakåtflödande krutgaserna denna kon och skadar allt mjukt material i dess närområde. På grund av detta ska inga oönskade personer eller större föremål befinna sig i denna kon vid avfyrning. Även användaren av bakblåsvapnet kan skadas av krutgaserna om dessa inte får flöda fritt över ett större öppet område. Av denna anledning är det högst olämpligt att avfyra ett bakblåsvapen i ett slutet utrymme som till exempel från ett rum, då tryckökningen i det utrymmet skulle bli betydande.
I Sverige gäller ett säkerhetsavstånd om 70 meter i fredstid och 15 meter under krig för bakblåskonen.

## Galleri

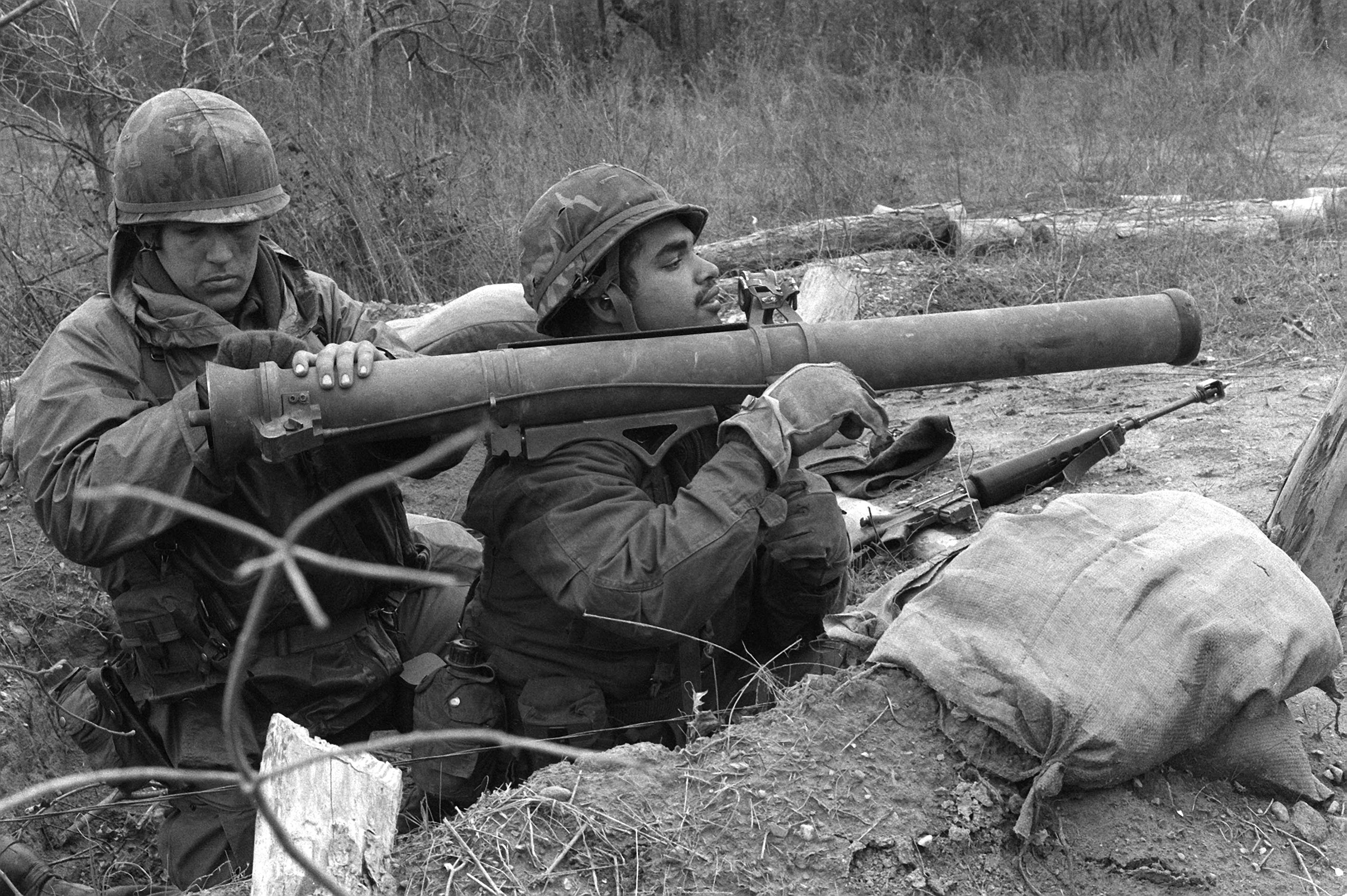
Amerikanskt granatgevär M67.
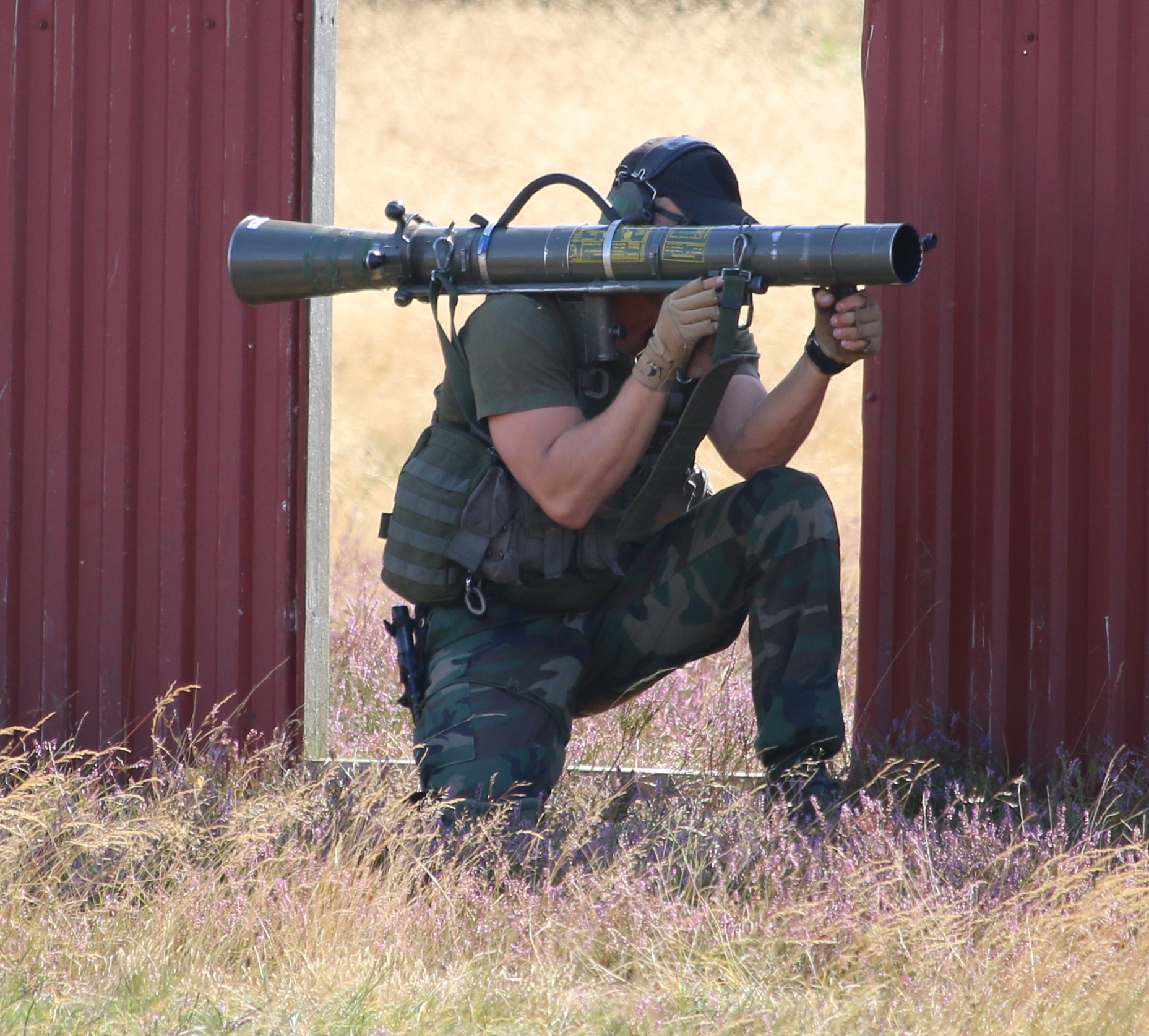
Svenskt granatgevär Carl-Gustaf.
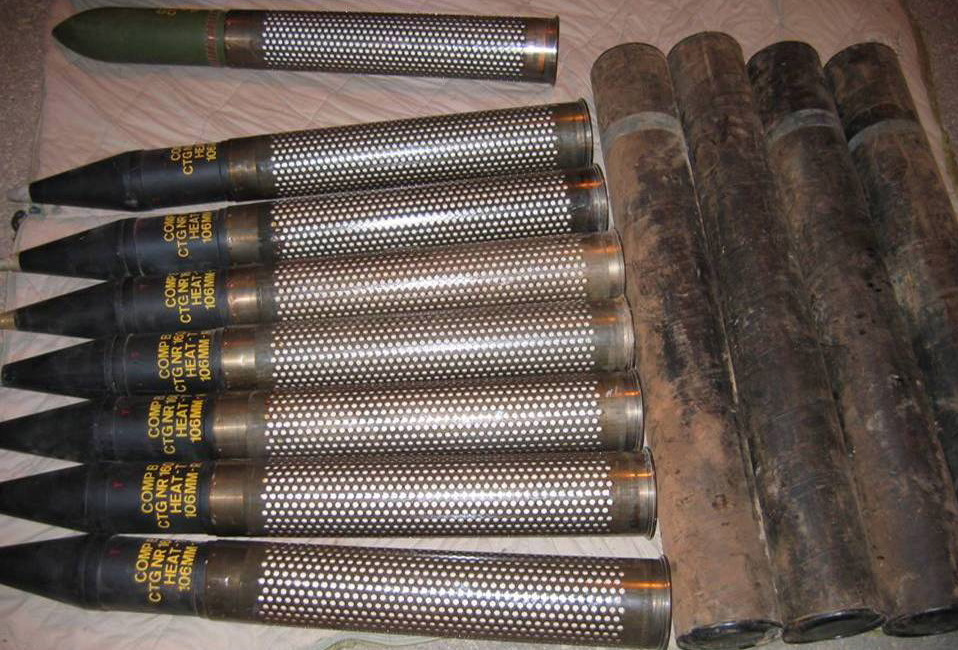
Israelisk 105 mm M40 granatgevärsammunition.
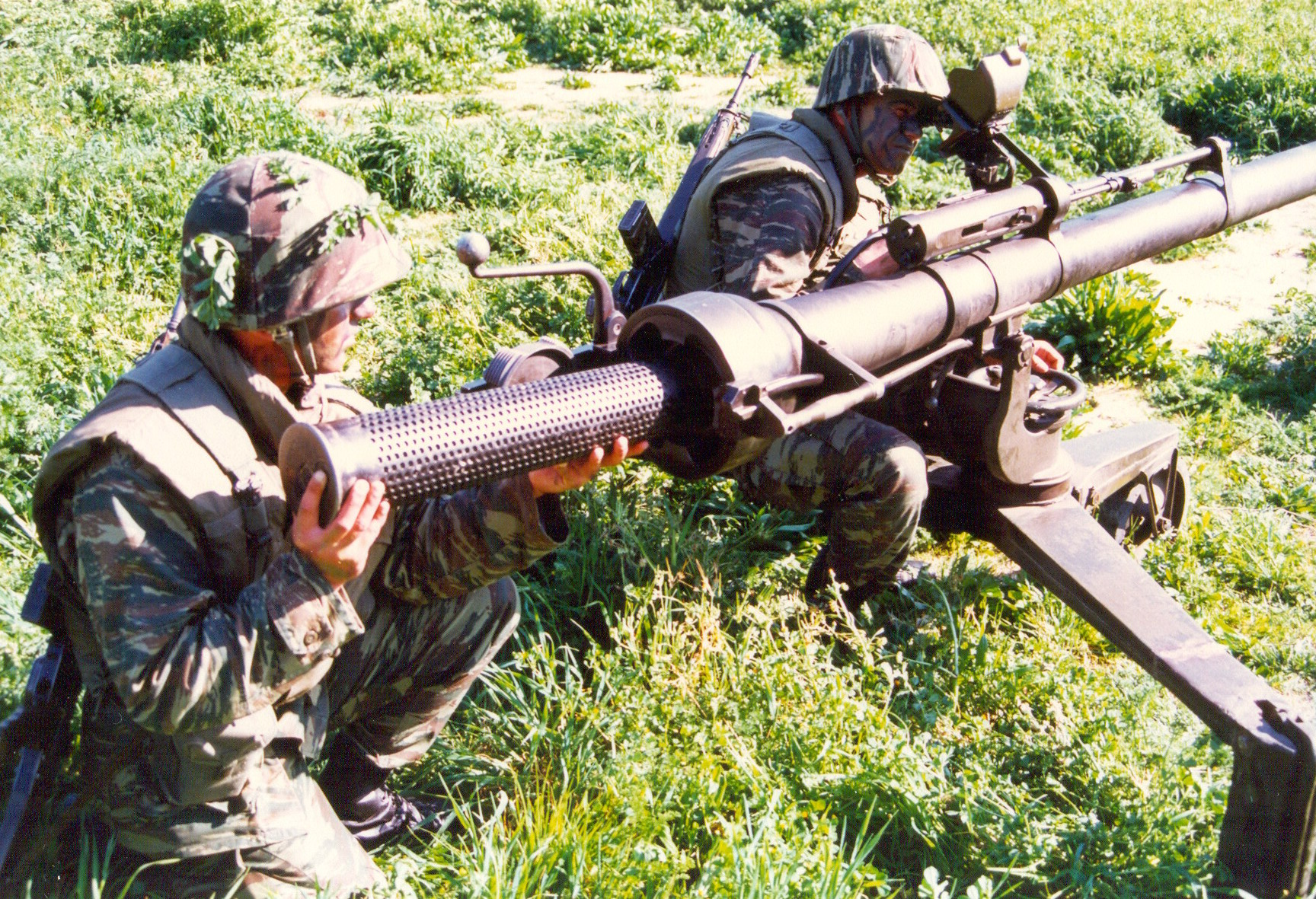
105 mm M40 granatgevär som laddas.

## Typexempel
- 8,4 cm granatgevär m/48
- 8,4 cm granatgevär m/86